# 梅氏雀麦
梅氏雀麦（学名：Bromus mairei），为禾本科雀麦属下的一个植物种。